# Sceloporus mikeprestoni
Sceloporus mikeprestoni (ошийникова ігуана Престона) — вид ігуаноподібних ящірок родини фриносомових (Phrynosomatidae). Ендемік Мексики. Вид названий на честь американського професова Майкла Дж. Престона.

## Поширення і екологія
Ошийникові ігуани Престона мешкають в горах Східної Сьєрра-Мадре в штатах Нуево-Леон і Тамауліпас. Вони живуть в кам'янистих місцевостях, в тріщинах серед скель, в хвойних і мішаних гірських лісах та на полях. Є живородними.